# سیارک ۱۱۸۸۱
سیارک ۱۱۸۸۱ (به انگلیسی: 11881 Mirstation، نامگذاری:1990QO6) یازده هزار و هشتصد و هشتاد و یکمین سیارک کشف شده‌است که در ۲۰ اوت ۱۹۹۰ کشف شد.
قدر مطلق سیارک برابر ۱۴٫۲۰ است.